# محمد اليفرني المكناسي
محمد اليفرني المكناسي ، ( .... / .... م  - 917هـ / نحو 1512 م ) . قاضي و فقيه .

## سيرته
هو الفقيه القاضي بمدينة فاس محمد بن عبد الله بن محمد اليفرني الشهير بالمكناسي ، كان فقيها قاضيا حسابيا، تولى القضاء في فاس أكثر من ثلاثين سنة، وهو من بيت علم، من ذرية أبي الحسن الطنجي .

## من مؤلفاته
- مجالس القضاة والحكام والتنبيه فيما أفتاه المفتون وحكم به القضاة من الأوهام

## وفاته
توفي بعد أن قدم مريضا من حركة طنجة سنة 917هـ و ولي القضاء بعده ولده عبد الله .